# 伊莉莎白·金貝爾
伊莉莎白·貝絲·金貝爾（英語：Elizabeth Kimber），是一名美國前情報官員。

## 早年
金貝爾於1984年畢業於漢密爾頓學院，主修法語和歷史。她隨後進入哈佛商學院參加高階管理課程。

## 生涯
1985年1月，金貝爾開始在中央情報局工作。在她的職業生涯中，她先後擔任國家情報局代表、站長、國家秘密情報局副局長，並且擔任過中央情報局代理副局長。她還成為了中央情報局歐洲事務助理局長和歐亞大陸的第一位女性局長。
當時的中央情報局局長吉娜·哈斯佩爾提名金貝爾擔任一個秘密服務職位，並提名索尼婭·霍爾特（Sonya Holt）擔任首席多元化主管，辛西婭·“迪迪”·拉普（Cynthia “Didi” Rapp）擔任高級分析師職位。因此，中央情報局的最高三個董事會都由女性領導。金貝爾在中央情報局工作了37年後，於2022年離開該機構，並擔任二、六科技公司情報界戰略副總裁。